# Kamieńsk
Kamieńsk este un oraș în Polonia. În 2015 avea 2864 de locuitori.